# يان بست
جان بست (بالهولندية: Jan Best)‏ هو كاتب هولندي، ولد في 29 أغسطس 1941.